# 2024年のグランドチャンピオンシップ (独立リーグ)
2024年のグランドチャンピオンシップ（2024ねんのグランドチャンピオンシップ）は、2024年9月27日から9月29日まで、日本独立リーグ野球機構(IPBL)に所属する5つの独立リーグ（四国アイランドリーグplus・ベースボール・チャレンジ・リーグ〈ルートインBCリーグ〉・九州アジアリーグ〈ヤマエグループ 九州アジアリーグ〉・北海道フロンティアリーグ・日本海リーグ）のリーグ優勝チームまたはリーグプレーオフ優勝チームおよび開催県枠1チームが参加して、野球独立リーグ日本一の座をかけて行われたグランドチャンピオンシップである。
参加チームと開催方式は前年と同様である。
3日間のトーナメントの結果、信濃グランセローズ（ベースボール・チャレンジ・リーグ）が初優勝を達成した。2023年に参加リーグ優勝チーム以外の「開催県枠」が導入されて以降、同一リーグのチームで決勝戦を開催したのは初めてだった。

## 参加チーム
「※」は過去出場歴あり。「※※」は過去優勝歴あり。
- 北九州下関フェニックス（九州アジアリーグ）
- 信濃グランセローズ（ベースボール・チャレンジ・リーグ）※
- 愛媛マンダリンパイレーツ（四国アイランドリーグplus）※※
- 石狩レッドフェニックス（北海道フロンティアリーグ）※
- 石川ミリオンスターズ（日本海リーグ）※※[注釈 2]
- 栃木ゴールデンブレーブス（ベースボール・チャレンジ・リーグ、開催県枠）※

## 日程
開催日と開催県は5月2日に発表された。
前回に続いて1箇所の球場で集中開催する形となり、全試合を栃木県小山市の小山運動公園野球場で開催されることと、開催県枠として栃木ゴールデンブレーブスが出場することが、5月31日に発表された。
9月10日に日程の詳細と組み合わせが発表され、以下の内容となった。この時点ではリーグ優勝またはリーグプレーオフ優勝チームが未確定のリーグがあり、「優勝チーム」という表現が使用された。前年と同様、予備日や3位決定戦は設けられなかった。
- 日程
  - 準々決勝（2試合） - 9月27日
  - 準決勝（2試合） - 9月28日
  - 決勝 - 9月29日

- 組み合わせ
  - 準々決勝第1試合：四国IL優勝チーム vs 石川
  - 準々決勝第2試合：栃木 vs HFL優勝チーム
  - 準決勝第1試合：BCLプレーオフ優勝チーム vs 準々決勝第1勝者
  - 準決勝第2試合：北九州下関 vs 準々決勝第2勝者

準々決勝出場チームは開催県枠の栃木以外は前年の順位が低かったリーグから選ばれている。

## トーナメント表
|  | 準々決勝                 | 準々決勝 |  |  | 準決勝                   | 準決勝 |                          |   | 決勝               | 決勝 |  |
|  |                          |          |  |  |                          |        |                          |   |                    |      |  |
|  | 愛媛マンダリンパイレーツ | 4        |  |  |                          |        |                          |   |                    |      |  |
|  | 石川ミリオンスターズ     | 2        |  |  | 信濃グランセローズ       | 9      |                          |   |                    |      |  |
|  |                          |          |  |  | 愛媛マンダリンパイレーツ | 6      |                          |   |                    |      |  |
|  |                          |          |  |  |                          |        |                          |   | 信濃グランセローズ | 9    |  |
|  | 栃木ゴールデンブレーブス | 5        |  |  |                          |        | 栃木ゴールデンブレーブス | 0 |                    |      |  |
|  | 石狩レッドフェニックス   | 4        |  |  | 栃木ゴールデンブレーブス | 5      |                          |   |                    |      |  |
|  |                          |          |  |  | 北九州下関フェニックス   | 3      |                          |   |                    |      |  |

## 試合結果
今年度は全試合の個別入場者数が発表された。

### 準々決勝第1
9月27日 開始12:00  入場者数：265人
|                          | 1 | 2 | 3 | 4 | 5 | 6 | 7 | 8 | 9 | R | H | E |
| ------------------------ | - | - | - | - | - | - | - | - | - | - | - | - |
| 石川ミリオンスターズ     | 0 | 0 | 0 | 2 | 0 | 0 | 0 | 0 | 0 | 2 | 4 | 1 |
| 愛媛マンダリンパイレーツ | 0 | 0 | 0 | 0 | 0 | 3 | 1 | 0 | x | 4 | 9 | 0 |

1. 川：香水、北浦、村井 - 森本
2. 愛：山田、羽野、廣澤、立本 - 矢野
3. 勝利：山田
4. セーブ：立本
5. 敗戦：香水
6. 試合時間：2時間45分[5]

### 準々決勝第2
9月27日 開始17:00 入場者数：487人
|                          | 1 | 2 | 3 | 4 | 5 | 6 | 7 | 8 | 9 | R | H | E |
| ------------------------ | - | - | - | - | - | - | - | - | - | - | - | - |
| 石狩レッドフェニックス   | 0 | 0 | 1 | 0 | 0 | 3 | 0 | 0 | 0 | 4 | 5 | 1 |
| 栃木ゴールデンブレーブス | 1 | 0 | 1 | 1 | 1 | 0 | 1 | 0 | 0 | 5 | 8 | 2 |

1. 狩：野口、小林 - 蟹澤
2. 栃：中山、齊藤、嶋田、堀越、吉川 - 田代
3. 勝利：堀越
4. セーブ：吉川
5. 敗戦：小林
6. 本塁打
狩：満保、山名
栃：武蔵 (3)
7. 試合時間：2時間50分[6]

### 準決勝第1
9月28日　開始12:00 入場者数：472人
|                          | 1 | 2 | 3 | 4 | 5 | 6 | 7 | 8 | R | H  | E |
| ------------------------ | - | - | - | - | - | - | - | - | - | -- | - |
| 愛媛マンダリンパイレーツ | 2 | 1 | 0 | 0 | 3 | 0 | 0 | 0 | 6 | 13 | 1 |
| 信濃グランセローズ       | 0 | 5 | 0 | 2 | 0 | 0 | 2 | x | 9 | 11 | 0 |

1. 規程により8回コールド
2. 愛：窪田、加納、土居、ピダーソン、羽野、廣澤 - 矢野
3. 信：塩本、山上、福田、石本 - 田島
4. 勝利：山上
5. セーブ：石本
6. 敗戦：窪田
7. 本塁打
愛：高橋 (2)
信：和辻
8. 試合時間：3時間19分[7]

### 準決勝第2
9月28日　開始17:00 入場者数：808人
|                          | 1 | 2 | 3 | 4 | 5 | 6 | 7 | 8 | 9 | 10 | R | H  | E |
| ------------------------ | - | - | - | - | - | - | - | - | - | -- | - | -- | - |
| 栃木ゴールデンブレーブス | 0 | 0 | 0 | 0 | 0 | 0 | 1 | 0 | 0 | 4  | 5 | 11 | 2 |
| 北九州下関フェニックス   | 0 | 0 | 1 | 0 | 0 | 0 | 0 | 0 | 0 | 2  | 3 | 3  | 0 |

1. 栃：竹本、齊藤、横尾、嶋田、堀越、吉川 - 田代
2. 北：荒巻、行木、中村聡、タバーレス、伊藤 - 藤木
3. 勝利：吉川
4. 敗戦：タバーレス
5. 本塁打
栃：コウチーニョ
6. 試合時間：3時間41分[8]

### 決勝
9月29日　開始12:00 入場者数893人
|                          | 1 | 2 | 3 | 4 | 5 | 6 | 7 | R | H | E |
| ------------------------ | - | - | - | - | - | - | - | - | - | - |
| 信濃グランセローズ       | 0 | 2 | 1 | 3 | 3 | 0 | 0 | 9 | 6 | 0 |
| 栃木ゴールデンブレーブス | 0 | 0 | 0 | 0 | 0 | 0 | 0 | 0 | 1 | 2 |

1. 規程により7回コールド
2. 信：足立、石本 - 田島
3. 栃：入江、齊藤、横尾、西本、嶋田、中山、堀越 - 田代
4. 勝利：足立
5. 敗戦：入江
6. 本塁打
信：松井 (2)
7. 試合時間：2時間25分[9]

## ネット中継
今年度もYahoo!JAPANのスポーツナビで試合の速報とライブ配信が実施された。